# باتريسيا والش
باتريسيا والش (بالإنجليزية: Patricia Walsh) هي منافسة ألعاب القوى أيرلندية، ولدت في 16 مارس 1960.

## وصلات خارجية
- باتريسيا والش على موقع الاتحاد الدولي لألعاب القوى (الإنجليزية)
- باتريسيا والش على موقع أوليمبيديا (الإنجليزية)